# Al-Qadir Trust
L'Al-Qadir University Project Trust ou Al-Qadir Trust est une organisation à but non lucratif créée par Imran Khan en 2019, vouée à réduire la pauvreté et à promouvoir l'éducation et les soins de santé.
Alors installé au poste de Premier ministre du Pakistan, Imran Khan inaugure l'université Al-Qadir en 2019 dont il avait posé la première pierre. Vouée à l'éducation, l'association déploie ses activités pour y inclure la lutte contre la pauvreté avec l'apport de nourritures et d'abris aux nécessiteux, des aides financières aux étudiants et la gestion de lieux médicaux.
Toutefois, l'organisation est accusée par certains détracteurs d'être lié à des organisations sectaires islamiques. En 2023, Imran Khan est arrêté pour corruption en lien avec l'association puis condamné avec sa troisième épouse, Bushra Bibi, en 2025 respectivement à quatorze ans et sept ans de prison pour corruption et détournements de fonds,.

## Historique
L'Al-Qadir Trust est créé en 2019 par le couple Imran Khan-Bushra Bibi, cette dernière étant nommée administratrice. Les autres membres fondateurs sont liés au couple tels les dirigeants du parti politique Mouvement du Pakistan pour la justice, fondé par I. Khan, Zulfi Bukhari, Babar Awan, et d'amies proches de Bushra Bibi telles Farah Khan.
Imran Khan, avec son épouse Bushra Bibi, sont soupçonnés d'avoir un rôle actif dans le détournement de 190 millions de livres sterling provenant de la National Crime Agency et devant être restitués au Pakistan, au profit de leur fondation et notamment pour s'accaparer des terrains au nom de cette fondation. administrée par Bushra Bibi. Ils sont tous deux condamnés en janvier 2025 respectivement à quatorze ans et sept ans de prison pour corruption et détournements de fonds. L'université Al-Qadir est quant à elle placée sous la garde du gouvernement pakistanais.